# Sarriá (municipio)
Sarriá fue un municipio español de la provincia de Barcelona. Desapareció como tal al ser anexionado en la primera mitad del siglo XX al municipio de Barcelona.

## Historia
A mediados del siglo XIX, el lugar, por entonces con ayuntamiento propio, tenía contabilizada una población de 3825 habitantes. Aparece descrito en el decimotercer volumen del Diccionario geográfico-estadístico-histórico de España y sus posesiones de Ultramar de Pascual Madoz de la siguiente manera:

SARRIÁ: l. con ayunt. en la prov., part. jud., aud. terr., c. g. y dióc. de Barcelona (3/4 de leg.): sit. en una suave pendiente, al pie de la cord. que circuye el llano de la cap.. con buena ventilacion, y clima templado y saludable. Tiene 900 casas, que forman el casco de la pobl., prolongándose de S. á N., y formando una carrera de casi 1/2 hora de largo, compuesta de cuatro calles que no guardan entre sí perfecta alineacion; casi en medio de la calle Mayor, se encuentra la plaza de la Constitucion, cuyo frente oriental está ocupado por las carnicerias, juego de pelota y meson, y al lado de este hay una fuente aislada y de abundante agua; en la parte occidental, mediando una pequeña plazuela, se ve la igl. parr. (San Vicente) servida por un cura de ingreso, de presentacion de la comunidad de religiosas del monast. de Pedralbas, y un vicario de provision del diocesano;(...) El terreno es un vasto y fértilísimo jardin, que ademas que le restan beneficio con su riego, las rieras y torrentes que le cruzan, circulan por todas partes costosas mínas, que por gruesos caños fluyen abundancia de aguas frescas y saludables. prod.: cereales, vino, legumbres, hortalizas y frutas. Esta pobl. es la que mas directamente recibe la influencia de la cap. en cuanto á su cultura, porque es considerada como el sitio real de verano de la aristocracia barcelonesa; asi es, que tiene un carácter particular que la distingue de todas las demás comarcanas, pues la fabricacion no ha entrado á ser su elemento preponderante. pobl.: 810 vec., 3,825 alm. cap. prod.: 11.082,780. imp.: 275,920. (...)
(Madoz, 1849, pp. 870-871)

Hasta la reforma de la nomenclatura municipal de 1916 el municipio se llamaba simplemente Sarriá. En dicha fecha su nombre fue modificado por el de San Vicente de Sarriá.El municipio desapareció en 1921, al ser incorporado al término de Barcelona.
En la actualidad existe el barrio de Sarriá, que forma parte del distrito de Sarriá-San Gervasio.

## Demografía
| Gráfica de evolución demográfica de Sarriá entre 1842 y 1920 |
| |
| En este censo se denominaba Sarriá y Pedralbes: 1842 Entre el censo de 1897 y el anterior, crece el término del municipio porque incorpora a 08526(Vallvidriera) Entre el censo de 1920 y el anterior, crece el término del municipio porque incorpora a una parte de 08521 (Santa Cruz de Olorde) Entre el censo de 1930 y el anterior, este municipio desaparece porque se integra en el municipio 08019 (Barcelona) Población de derecho según los censos de población del INE. Población de hecho según los censos de población del INE. |